# Mistrzostwa Świata w Kolarstwie Torowym 2007
104. Mistrzostwa Świata w Kolarstwie Torowym 2007 odbyły się w hiszpańskim mieście Palma de Mallorca w dniach 29 marca-1 kwietnia 2007. W programie mistrzostw znalazło się siedem konkurencji dla kobiet: sprint indywidualny, sprint drużynowy, wyścig na dochodzenie wyścig punktowy, wyścig na 500 m, scratch i keirin oraz dziewięć konkurencji dla mężczyzn: sprint indywidualny, sprint drużynowy, wyścig na dochodzenie, wyścig punktowy, wyścig ze startu zatrzymanego, wyścig na 1 km, wyścig drużynowy na dochodzenie, madison, keirin, scratch i omnium.
Mistrzostwa zorganizowano w wybudowanej specjalnie na tę okazję hali Palma Arena.

## Medaliści

### kobiety
| Konkurencja                         | Data            | Złoto                                                | Srebro                                    | Brąz                                      |
| ----------------------------------- | --------------- | ---------------------------------------------------- | ----------------------------------------- | ----------------------------------------- |
| 500 m ze startu zatrzymanego        | 31 marca 2007   | Anna Meares                                          | Lisandra Guerra                           | Natalla Cylinska                          |
| 3000 m indywidualnie na dochodzenie | 29 marca 2007   | Sarah Hammer                                         | Rebecca Romero                            | Katie Mactier                             |
| sprint drużynowy                    | 29 marca 2007   | Wielka Brytania · Victoria Pendleton · Shanaze Reade | Holandia · Yvonne Hijgenaar · Willy Kanis | Australia · Kristine Bayley · Anna Meares |
| scratch                             | 31 marca 2007   | Yumari González                                      | María Luisa Calle                         | Adrie Visser                              |
| sprint indywidualny                 | 29 marca 2007   | Victoria Pendleton                                   | Guo Shuang                                | Anna Meares                               |
| wyścig punktowy                     | 1 kwietnia 2007 | Katherine Bates                                      | Mie Bekker Lacota                         | Catherine Cheatley                        |
| keirin                              | 29 marca 2007   | Victoria Pendleton                                   | Guo Shuang                                | Anna Meares                               |

### mężczyźni
| Konkurencja                       | Data            | Złoto                                                                             | Srebro                                                                              | Brąz                                                                          |
| --------------------------------- | --------------- | --------------------------------------------------------------------------------- | ----------------------------------------------------------------------------------- | ----------------------------------------------------------------------------- |
| wyścig punktowy                   | 31 marca 2007   | Joan Llaneras                                                                     | Iljo Keisse                                                                         | Michaił Ignatiew                                                              |
| sprint drużynowy                  | 29 marca 2007   | Francja · Grégory Baugé · Mickaël Bourgain · Arnaud Tournant                      | Wielka Brytania · Ross Edgar · Chris Hoy · Craig MacLean                            | Niemcy · Robert Förstemann · Maximilian Levy · Stefan Nimke                   |
| scratch                           | 30 marca 2007   | Wong Kam Po                                                                       | Wim Stroetinga                                                                      | Rafał Ratajczyk                                                               |
| 4 km indywidualnie na dochodzenie | 29 marca 2007   | Bradley Wiggins                                                                   | Robert Bartko                                                                       | Sergi Escobar                                                                 |
| keirin                            | 30 marca 2007   | Chris Hoy                                                                         | Theo Bos                                                                            | Ross Edgar                                                                    |
| 1 km ze startu zatrzymanego       | 1 kwietnia 2007 | Chris Hoy                                                                         | François Pervis                                                                     | Jamie Staff                                                                   |
| 4 km drużynowo na dochodzenie     | 30 marca 2007   | Wielka Brytania · Edward Clancy · Geraint Thomas · Paul Manning · Bradley Wiggins | Ukraina · Witalij Popkow · Witalij Szczedow · Maksym Poliszczuk · Lubomyr Połatajko | Dania · Casper Jørgensen · Jens-Erik Madsen · Michael Mørkøv · Alex Rasmussen |
| madison                           | 1 kwietnia 2007 | Szwajcaria · Franco Marvulli · Bruno Risi                                         | Holandia · Peter Schep · Danny Stam                                                 | Czechy · Alois Kaňkovský · Petr Lazar                                         |
| omnium                            | 29 marca 2007   | Alois Kaňkovský                                                                   | Walter Pérez                                                                        | Charles Bradley Huff                                                          |
| sprint indywidualny               | 1 kwietnia 2007 | Theo Bos                                                                          | Grégory Baugé                                                                       | Mickaël Bourgain                                                              |

## Końcowa klasyfikacja medalowa
| Miejsce | Państwo           |   |   |   | Razem |
| ------- | ----------------- | - | - | - | ----- |
| 1.      | Wielka Brytania   | 7 | 2 | 2 | 11    |
| 2.      | Australia         | 2 | 0 | 4 | 6     |
| 3.      | Holandia          | 1 | 4 | 1 | 6     |
| 4.      | Francja           | 1 | 2 | 1 | 4     |
| 5.      | Kuba              | 1 | 1 | 0 | 2     |
| 6.      | Czechy            | 1 | 0 | 1 | 2     |
|         | Hiszpania         | 1 | 0 | 1 | 2     |
|         | Stany Zjednoczone | 1 | 0 | 1 | 2     |
| 9.      | Hongkong          | 1 | 0 | 0 | 1     |
|         | Szwajcaria        | 1 | 0 | 0 | 1     |
| 11.     | Chiny             | 0 | 2 | 0 | 2     |
| 12.     | Dania             | 0 | 1 | 1 | 2     |
|         | Niemcy            | 0 | 1 | 1 | 2     |
| 14.     | Argentyna         | 0 | 1 | 0 | 1     |
|         | Belgia            | 0 | 1 | 0 | 1     |
|         | Kolumbia          | 0 | 1 | 0 | 1     |
|         | Ukraina           | 0 | 1 | 0 | 1     |
| 18.     | Białoruś          | 0 | 0 | 1 | 1     |
|         | Nowa Zelandia     | 0 | 0 | 1 | 1     |
|         | Polska            | 0 | 0 | 1 | 1     |
|         | Rosja             | 0 | 0 | 1 | 1     |